# 俺達には土曜日しかない
「俺達には土曜日しかない 」（おれたちにはどようびしかない）は、氣志團の通算9枚目のシングル。

## 収録曲
1. 俺達には土曜日しかない
  - 作詞・作曲：綾小路翔

- 俺達には土曜日しかないのテーマソング

1. 「DJオズマのバリバリ★SATURDAY騎士(ナイト)!」part1
2. 萌え萌えROCK'N' ROLL
  - 作詞・作曲：綾小路翔
3. 「DJオズマのバリバリ★SATURDAY騎士(ナイト)!」part2
4. HURRY UP
  - 作詞：佐藤ありす／作曲：根岸孝旨

湯江健幸(現・湯江タケユキ)の1986年のスマッシュヒットのカヴァー[1]。
5. 「DJオズマのバリバリ★SATURDAY騎士(ナイト)!」part3